# Cot Malem
Cot Malem is een bestuurslaag in het regentschap Aceh Besar van de provincie Atjeh, Indonesië. Cot Malem telt 497 inwoners (volkstelling 2010).